# Opasne djevojke
Opasne djevojke (engleski: Mean Girls) američka je tinejdžerska komedija iz 2004. koju je režirao Mark Waters, a napisala Tina Fey. U njemu glume Lindsay Lohan, Rachel McAdams, Tim Meadows, Ana Gasteyer, Amy Poehler i Tina Fey. Film prati Cady Heron (Lohan), naivnu tinejdžericu koja prelazi u američku srednju školu nakon godina školovanja kod kuće u Africi. Cady se brzo sprijatelji s izopćenicima Janis i Damianom (Lizzy Caplan i Daniel Franzese), a trojac smišlja plan za osvetu Regini George (McAdams), vođi zavidne klike poznate kao "Plastičari".
Fey je ideja za komediju Opasne djevojke došla nakon što je pročitala knjigu za samopomoć Queen Bees and Wannabes. Knjiga opisuje ženske srednjoškolske društvene klike, školsko zlostavljanje i rezultirajući štetan učinak na tinejdžere. Fey je također crpila materijal iz vlastitog iskustva u srednjoj školi Upper Darby i u Upper Darby Townshipu, kao inspiracija za neke od koncepata filma. Kreator Saturday Night Livea Lorne Michaels bio je producent. Glavno fotografiranje obavljeno je od rujna do studenog 2003. godine. Iako je radnja smještena u predgrađu Chicaga Evanston, snimanje se uglavnom odvijalo u Torontu.
Komedija Opasne djevojke premijerno je prikazana u Cinerama Domu u Los Angelesu 19. travnja 2004., a u kinima je premijeno prikazana 30. travnja. Film je zaradio preko 130 milijuna dolara diljem svijeta.
Nastavak napravljen za televiziju, Opasne djevojke 2, premijerno je prikazan na ABC Familyu u siječnju 2011. Opasne djevojke također su iznjedrile razne adaptacije, uključujući mjuzikl koji je premijerno prikazan na Broadwayu u ožujku 2018., a filmska adaptacija objavljena je u siječnju 2024.